# كيمبرلي كول
كيمبرلي كول (بالإنجليزية: Kimberly Cole)‏ هي مغنية بوب وكاتبة أغاني ومراسلة موسيقى ومضيفة أمريكية. ولدت في 20 مايو 1987 في مقاطعة أورانج، كاليفورنيا

## ديسكوغرافي

### ألبومات الاستوديو
| لقب                  | تفاصيل الألبوم                                                                 |
| -------------------- | ------------------------------------------------------------------------------ |
| نادي الفتيات السيئات | - تم الإصدار 21 ديسمبر 2010 - التسمية: كريستال السفينة - التنسيقات: تنزيل رقمي |

### مسرحيات طويلة
| لقب        | تفاصيل الألبوم                                                                |
| ---------- | ----------------------------------------------------------------------------- |
| نيتي جريتي | - صدر 22 كانون الثاني 2008 - التسمية: كريستال السفينة - التنسيقات: تنزيل رقمي |
| نجم النجوم | - صدر 27 كانون الثاني 2009 - التسمية: كريستال السفينة - التنسيقات: تنزيل رقمي |
| المقدمة    | - صدر فبراير 2014 - التسمية: كريستال السفينة - التنسيقات: تنزيل رقمي          |

### الفردي
| لقب                                              | سنة  |
| ------------------------------------------------ | ---- |
| "صفعة لك"                                        | 2010 |
| "السهم في قلبي" (مع عمل إدي أمادور . جارزا)      | 2011 |
| "انت تجعلنى ارغب فى" (مع عمل إدي أمادور . جارزا) | 2012 |
| "يعجب ب"                                         | 2013 |
| "وجدت أفضل"                                      | 2013 |
| "دعني أذهب"                                      | 2014 |
| "مرة أخرى - ممتد" (مع لين وود)                   | 2015 |
| "لحظات (جيل)" (مع بوريس واي )                    | 2015 |
| "الجانب البرية" (مع داني أولسون)                 | 2015 |
| "FourFiveSeconds قدم. كيمبرلي كول (ريمكس PAZ) "  | 2015 |

## روابط خارجية
- موقع رسمي
- كيمبرلي كول في قاعدة بيانات الأفلام على الإنترنت
- في دائرة الضوء مع كيمبرلي كول